# Liste der Bodendenkmale in Winsen (Aller)
In der Liste der Bodendenkmale in Winsen (Aller) sind alle Bodendenkmale der niedersächsischen Gemeinde Winsen (Aller) aufgelistet. Die Quelle ist der Denkmalatlas Niedersachsen. Der Stand der Liste ist der 17. Oktober 2024.

## Allgemein
In den Spalten finden sich folgende Informationen des Bodendenkmales :
- Lage        : geographische Koordinaten
- Bezeichnung : Bezeichnung lt. Denkmalatlas
- Beschreibung: Beschreibung lt. Denkmalatlas
- ID          : Objekt-ID
- Bild        : Bild, ggf. zusätzlich mit Link zu weiteren Fotos im Medienarchiv Wikimedia Commons.

## Südwinsen
| Lage                        | Bezeichnung                | Beschreibung | ID       | Bild |
| --------------------------- | -------------------------- | --- | -------- | ---- |
| 52° 40′ 11″ N, 9° 54′ 49″ O | Südwinsen 1, Scheibenkreuz | Verwittertes, mehrfach ausgebessertes und im Jahre 1933 schwer beschädigtes Scheibenkreuz aus Kalkstein, 50 × 41 × 16 cm. Auf der Vorderseite das Relief eines gleicharmigen nasenbesetzten Kreuzes und auf der Rückseite ein Schild mit nicht mehr erkennbarer Darstellung, bei der es sich um die Bärentatzen des Hoyaer Wappens gehandelt haben soll. Einer der beiden sogenannten Prinzensteine (mit Denkstein Südwinsen FStNr. 4), die an die entscheidende Schlacht im Lüneburger Erbfolgekrieg bei Winsen im Jahre 1388 erinnern sollen. Sie zeigen die Wappenembleme der beiden feindlichen Parteien, der Grafen von Hoya und des Braunschweiger Patrizierbundes. | 28928325 | BW   |
| 52° 40′ 11″ N, 9° 54′ 49″ O | Südwinsen 4, Gedenkstein   | Quaderförmiger Granit, 50 × 35 × 19 cm. Vorderseite mit stark hervorstehendem Schild undeutbaren Inhalts, Rückseite mit Relief eines schräg über der Fläche liegenden Blumenornamentes, als Lilien gedeutet; anscheinend in späterer Zeit (nach-)gearbeitet. Einer der beiden sogenannten Prinzensteine (mit Scheibenkreuz Südwinsen FStNr. 1), die an die entscheidende Schlacht im Lüneburger Erbfolgekrieg bei Winsen im Jahre 1388 erinnern sollen. | 28957914 | BW   |

## Thören
| Lage                        | Bezeichnung                | Beschreibung | ID       | Bild |
| --------------------------- | -------------------------- | --- | -------- | ---- |
| 52° 40′ 52″ N, 9° 45′ 46″ O | Thören 3, Umwallung/Gehege | Annähernd runde Wallanlage von ca. 50 × 60 m Dm. mit außen vorgelagertem flachem Graben. Wall-Br. ca. 4 m, H. ca. 0,5 m., Graben-Br. bis 3 m. Z.T. stark verschliffen, im südwestlichen Bereich fast völlig eingeebnet; hier auch mehrere Eingrabungen. Der Wall wird durch zwei Schneisenwege geschnitten. Aufgrund der Lage unterhalb eines Hanges ist eine fortifikatorische Bedeutung der Anlage nicht anzunehmen. Es wird sich daher eher um eine Umwallung land- oder forstwirtschaftlicher Art, möglicherweise um einen Immenzaun, handeln. Genaueres über die Funktion kann nur durch eine Untersuchung festgestellt werden. Bereits um 1770 ist hier (lt. Blatt 101 der Kurhannoverschen Landesaufnahme) ein ausgedehnter Kiefernwald vorhanden gewesen. | 28955461 | BW   |